# Lista över kanslerer vid Kungl. Maj:ts Orden
Detta är en lista över Kungl. Maj:ts Ordens ordenskansler.

## Kanslerer

### Kanslerer vid Kungl. Maj:ts orden
- 1748–1761: Carl Gustaf Tessin
- 1761–1765: Claes Ekeblad
- 1765–1768: Carl Gustaf Löwenhielm
- 1768–1802: Carl Fredrik Scheffer
- 1802–1818: Johan Gabriel Oxenstierna
- 1818–1830: Claes Adolph Fleming
- 1830–1837: Gustaf af Wetterstedt
- 1837–1838: Adolf Göran Mörner
- 1838–1847: Mathias Rosenblad
- 1885–1887: Louise Gerhard De Geer
- 1887–1894: Gillis Bildt
- 1894–1895: Gustaf af Ugglas
- 1895–1905: Oscar Björnstjerna
- 1905–1907: Erik Gustaf Boström
- 1907–1918: Fredrik von Essen
- 1918–1924: Alfred Lagerheim
- 1924–1934: Eric Trolle
- 1934–1944: Carl August Ehrensvärd
- 1944–1963: Birger Ekeberg
- 1963–1974: Bo Hammarskjöld

### Ordenskansler vid Kungl. Maj:ts Orden
- 1974–1982: Allan Nordenstam
- 1982–: Sten Rudholm
- 1996–2004: Per Sköld
- 2004–2009: Gunnar Brodin
- 2009–2018: Ingemar Eliasson
- 2018–2024: Svante Lindqvist
- 2025–: Fredrik Wersäll (tillförordnad)[1]

## Vice kanslerer

### Vice kanslerer vid Kungl. Maj:ts Orden
- 1907–1918: Lars Åkerhielm
- 1918–1924: Eric Trolle
- 1924–1930: Otto Printzsköld
- 1930–1934: Carl August Ehrensvärd
- 1935–1936: Oscar von Sydow
- 1936–1944: Birger Ekeberg
- 1944–1946: Christian Günther
- 1946–1971: Olof Thörnell
- 1971–1974: Allan Nordenstam

### Vice ordenskanslerer vid Kungl. Maj:ts Orden
- 1974–1982: Sten Rudholm
- 1982–1996: Fredrik Löwenhielm
- 1996–2007: Sven-Olof Hedengren
- 2007–2010: Johan Fischerström
- 2011–2018: Staffan Rosén
- 2019–: Per Sandin